# David Belle

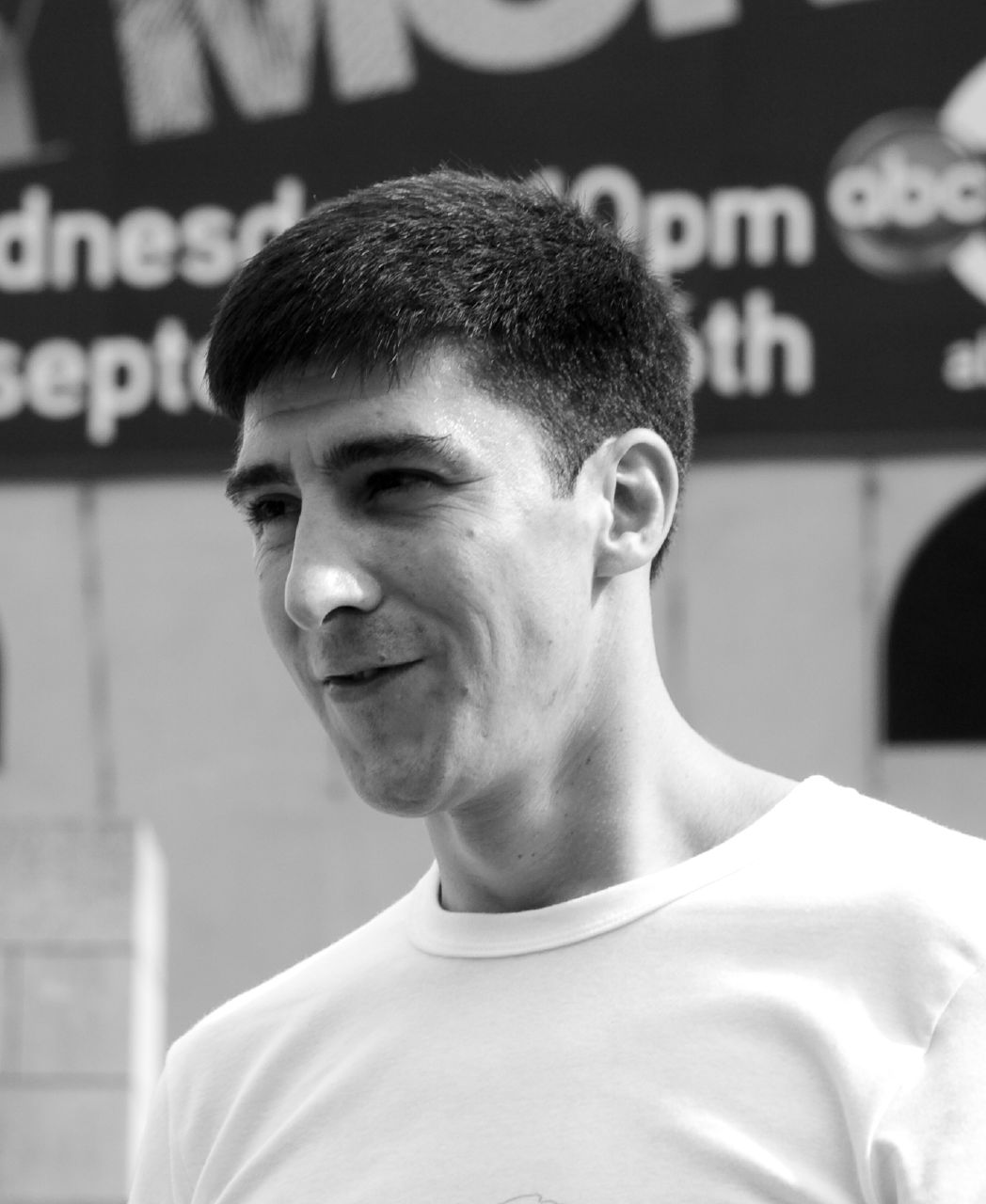
Belle, 2007.

David Belle, född 29 april 1973 i Fécamp i Frankrike, är huvudfiguren bakom utvecklandet av parkour och en av de mest kända utövarna. Han har även arbetat som filmskådespelare.

## Biografi
Daid Belle började utöva och utveckla parkour (själva namnet kom dock långt senare) när han var 15 år. Inspirationen fick han av sin far, Raymond Belle, som var med i kriget i Vietnam. I armén tränade de en form av rörelse som ännu inte hade något namn. Rörelsen handlade om att ta sig fram genom svår terräng så snabbt som möjligt. Att ta sig från punkt A till punkt B på ett snabbt och effektivt sätt blev senare parkours måtto. Belle är också grundaren av PAWA (Parkour World Association).
År 2004 var Belle med i filmen Banlieue 13, där parkour finns med i ett antal scener.